# Indicazione geografica protetta
Indicazione geografica protteta (IGP) är en italiensk (med motsvarigheter inom övriga EU) kvalitetsbeteckning för industriprodukter, vars kvalitet, goda rykte, komposition och egenskaper kan hänföras till en viss ursprungsort.

## I Italien
Ansvarig myndighet för tilldelning av utmärkelsen är Ministero delle Politiche Agricole, Alimentare e Forestale, Ministeriet för jordbruks, livsmedels- och skogspolitiken.
IGP är erkänt av EU som nationellt kvalitetssystem för Italien.

## IGP på EU-nivå
IGP (Indication Géographique Protégée; PGI på engelska) är även den franska benämningen för den övergripande EU-stämpeln, motsvarande en kvalitetsnivå strax inunder[källa behövs] AOC.